# Новые Алгаши
Но́вые Алга́ши (чув. Çĕнĕ Улхаш) — село в составе Алгашинского сельского поселения Цильнинского района Ульяновской области. 

## География
Находится на расстоянии примерно 25 километров на северо-запад по прямой от районного центра села Большое Нагаткино.

## История
Основано во второй половине XVIII века.
В 1780 году, при создании Симбирского наместничества, деревня Новая Алгаши, крещёных чуваш,
ясашных чуваш, вошла в состав Симбирского уезда.
В 1913 году было учтено 262 двора и 1570 жителей. Была церковь и школа.
В советский период истории работали колхозы «1 Мая» и «Вперед к коммунизму».  В 1990-е годы работало СП «Заря».

## Население
Население составляло: в 1780 году -  345; 863 человека в 2002 году (чуваши 99%), 874 по переписи 2010 года.

## Достопримечательности
- Памятник воинам землякам в честь 40-летия Победы (с. Новые Алгаши, 1985 г.)[5]